# 냄새를 보는 소녀
《냄새를 보는 소녀》는 대한민국의 웹툰 만화가 만취(본명: 서수경)의 웹툰이다.
올레마켓 웹툰에서 화, 토요일 마다 연재된다. 주요 내용은 냄새를 시각적 입자로 보는 소녀가 순경과 함께 일상의 소소한 사건부터, 강력사건까지 함께 추리해서 해결해가는 수사,로맨스물이다. 전체적인 스토리는 주인공 윤새아가 부모님을 죽인 범인을 찾아가는 큰 사건과 일상에서 일어나는 사건들을 해결하는 두가지 방향으로 진행된다.
본 웹툰이 SBS 드라마본부에서 수목미니시리즈로 편성이 확정되어, 2015년 4월초에 방영을 개시하였는데 SBS 드라마플러스가 SBS 프로덕션의 제작부문을 합병한 뒤 두 번째로 외주제작한 미니시리즈였으며  '스릴러 로맨틱 코미디'라는 애매하고 난해한 장르 설정으로 기존 팬들과 새로운 팬들에게 불신감을  안겨줘 초반 시청률 부진을 면치 못했으나 그 이후 시청률 상승세를 보였음에도 SBS 플러스는 《냄새를 보는 소녀》이후 평일 미니시리즈 제작에서 손을 뗐고  이 작품과 SBS 드라마플러스가 SBS 프로덕션의 제작부문을 합병한 뒤 처음 외주제작한 미니시리즈 《옥탑방 왕세자》 남자 주인공이었던 박유천은 뒷날 불미스러운 일로 인해 모든 지상파 (KBS·EBS·MBC·SBS) 뿐 아니라 JTBC·MBN·TV조선 출연정지 명단에 올라야 했다.

## 작가
글과 그림 모두 작가 만취가 담당한다. '만취'라는 이름은 '만화에 취하다'의 줄임말이다. 이전화의 댓글을 보고 다음화 끝부분에 '만취의 취중잡담'이라는 코너에서 일일이 독자들과 소통한다.

## 등장인물

### 주인공
- 윤새아

17세 평범한 여학생. 2년 전, 연구소에서 폭발사건이 일어났다. 이 사고로 부모님을 잃었고, 윤새아 본인은 폭발으로 시신경과 후신경에 의문의 변화가 생겼다.. 화상으로 눈의 심부조직까지 변형이 일어나고 미생물에 의한 감염이 같이 일어난다. 이후로 냄새를 맡지 못하고 오른쪽 눈으로만 볼 수 있게 되었으며, 양쪽 눈의 색이 다른 오드아이의 삶을 살아간다. 냄새가 시각화되어 보이기 때문에 시야가 냄새분자들로 항상 복잡하다. 항상 티트리 향수를 가지고 다니며 시야가 복잡할 때 뿌려서 안정을 얻는다. 성격은 폐쇄적이고, 성적은 좋지 않은 편이다. 한쪽 눈을 잃은 이후로 '해적왕', '알렌워커' 등의 별명을 얻는다. 부모님을 살해한 자들을 찾아가 복수하고 싶어한다. 영화관 화재 사건에서 만난 김평안 순경의 수사를 도우며 콤비를 이룬다. 이후에도 사소한 사건들을 같이 해결하며 서로 호감을 갖는다.
- 김평안

순경이다. 항상 오징어 냄새를 풍기며 다닌다. 과거에 편의점 강도를 잡으려던 아버지 김한성 경사가 강도에게 살해당했다. 처음에는 아버지를 살해한 편의점 강도를 증오했으나, 아버지 장례식에서 아버지가 여러 사람들을 위해 좋은 일을 했다는 것을 알고 그 사람들을 지키기 위해 형사가 되기로 결심한다. 형사였던 남편을 잃은 어머니가 형사는 절대 안된다고 말려서 형사지원은 하지 않는다. 새아와의 첫 만남은 화재가 일어난 영화관에서 옆자리에 앉았을 때이다. 처음 만났을 때에는 새아의 능력을 믿어주지 않았지만, 새아의 능력이 수사의 맹점을 뚫는 대단한 능력임을 깨달은 한편, 새아가 위험해지지 않게 신경쓰고 있다. 현재 새아가 노원 이외에 마음을 열고 믿는 사람. 윤새아를 '뽀삐'라고 부른다.

### 주요 등장인물
- 노원

25세. 화학공학과를 졸업 후 제약회사에서 연구중이다. 항상 윤새아를 돌봐주는 옆집 오빠이다. 새아가 냄새를 못 맡게 되자 눈으로 냄새를 구분할 수 있도록 냄새들을 보여주고 모양과 색을 정해서 기억을 하도록 학습시켰다. 윤새아와 10년동안 알고 지냈다. 이성적인 호감을 갖고 있지만 새아가 의지할 곳을 잃어버릴 것이 걱정되어서 장난스러운 표현만 한다. 윤새아와 김평안이 서로에게 호감을 갖고 있고, 둘이 계속해서 사건에 뛰어들면서 윤새아가 위험해지자 김평안을 윤새아로부터 떼어놓으려고 한다.
- 고요정

윤새아의 짝이 된 전학생이다. 틴트요정 편부터 등장한다. 윤새아가 고요정의 누명을 벗겨주고 난 후로 절친이 된다.
- 황오우

화가. 고요정의 삼촌이다. '절도의 정석'편부터 등장한다. 당시에는 저글링에게 폭행당한 피해자였다. 황오우에게 윤새아의 부모님이 죽었을 때 났던 냄새가 난다. 윤새아와 황오우는 각자 다른 목적을 가지고 서로에게 접근한다.
- 염미

형사. 프로파일러다. '경찰, 연구원 그리고 화가'편부터 등장한다.

### 범죄자
- 저글링

'절도의 정석'편에 등장하는 범인이다. 5년간 잡히지 않은 절도범. 저글링은 형사들을 가지고 논다고 해서 붙여진 별명이다. CCTV에 한번도 얼굴이 찍힌 적이 없으며, 이동수단은 콜택시이다. 콜택시를 부르는 핸드폰은 대포폰이다. 훔쳐간 장물을 파는 곳도 알려지지 않았다. 현장에 지문도 없고, 족적은 항상 질질 끌고다녀서 파악이 불가능하고, 족적 파악이 가능한 앞꿈치마저 그런 신발은 존재하지 않는다고 한다. 다른 사람들의 모발을 뿌리고 다녀서 형사들을 도발한다.
- 콜렉터

콜렉터가 정확히 무엇을 수집하는 지는 알 수 없지만 한 번 정한 타겟은 절대 놓치지 않는다. 네번의 연쇄 살인 모두 같은 방법으로 살해했다. 지금까지의 피해자들은 모두 특징이 뚜렷한 여성들. 30세 시각장애인, 72세 노인 여성, 43세 비구니, 20세의 제화연이 그 피해자다. 윤새아와는 첫번째 사건인 영화관 화재 사건을 쫓던 중 납골당에서 처음 만난다. 콜렉터는 이때부터 윤새아를 콜렉션에 수집하려고 한다.

## 주요사건
| 사건 이름                   | 연재정보                        | 내용 |
| --------------------------- | ------------------------------- | --- |
| 영화관 화재 사건(임의 지정) | 2013.7.23 ~ 10.15 (총 13화)     | 윤새아와 김평안이 영화를 보고있던 영화관에 화재가 난다. 윤새아가 냄새 정보를 가지고 사건을 해결하려고 하고, 윤새아가 범인의 냄새정보를 제시한 쪽지를 받은 김평안이 수사에 동참하면서 사건이 진행된다. |
| 강아지를 찾아줘             | 2013.10.22 ~ 11.12 (총 4화)     | 김평안을 보러 경찰서에 왔던 윤새아가 강아지를 찾아달라는 아이와 엄마를 도와주면서 사건이 시작된다. |
| 절도의 정석                 | 2013.11.19 ~ 2014.1.14 (총 9화) | 유명 절도범인 '저글링'이 5년만에 범죄를 저지른다. 김평안 순경이 윤새아에게 수사 자문을 구하면서 같이 해결해나간다. |
| 틴트 요정                   | 2014.1.21 ~ 3.29 (총 14화)      | 윤새아가 '틴트요정'이라고 부르는 고요정이 전학온 날 핸드폰 가방이 사라진다. 윤새아는 고요정이 범인이 아니라고 생각하고 진짜 범인을 찾으러 돌아다닌다. 고요정과 윤새아는 이 사건을 계기로 친해진다. |
| 경찰, 연구원 그리고 화가    | 2014.4.1 ~ 6.14 (총 22화)       | 윤새아와 같은 아파트의 한 여고생이 야자가 끝나고 돌아오는 길에 실종된다. 김평안은 빠른 수사를 위해 윤새아의 자문을 구하고, 윤새아는 범인이 납골당에 마주쳤던 사람과 동일인임을 알아차린다. 윤새아와 거의 똑같은 모습을 한 피해 여학생은 아파트 단지 내에서 오른쪽 눈만 다친 채 기절한 상태로 발견된다. 김평안은 윤새아를 노린 콜렉터의 짓임을 알아차리고 윤새아를 보호하기 위해 수사를 진행한다. |
| 콜렉터                      | 2014.6.17 ~ 9.30 (총 31화)      | 염미 형사가 콜렉터에게 납치당한다. 염미 형사를 잡기 위해 경찰과 윤새아 모두 수사에 뛰어든다. 냄새를 이용해 콜렉터를 잡으려 하지만 윤새아는 결국 콜렉터에게 잡혀간다. 염미형사와 윤새아가 콜렉터로부터 빠져나가려고 하는 내용이 중심이 된다. |
| 찜질방의 여자               | 2014.11.1 ~ 11.29 (총 9화)      | 윤새아와 고요정이 있는 찜질방에서 절도사건이 일어난다. 윤새아가 절도 사건을 해결하는 내용이다. |
| 올가미, 동아줄              | 2014.12.2 ~ 2015.1.13 (총 13화) | 윤새아의 콜렉터 살인죄에 대한 재판이 열린다. 정당방위로 이끌어가려고 하지만 쉽지 않자, 윤새아는 황오우와 거래를 한다. 황오우는 냄새를 이용하여 사람들의 마음을 조정, 윤새아가 정당방위를 받도록 돕는다. |
| 리셋 버튼                   | 2015.1.17 ~ 2.14 (총 9화)       | 황오우는 윤새아를 이용하기 전에 친분을 쌓으려고 한다. 김평안은 염미 형사의 제안으로 콜렉터가 사용했던 마약을 잡기 위해 염미형사와 손을 잡고, 위장수사를 시작한다. |
| 청계천 악취소동             | 2015.2.17 ~ 2015.6.30 (총 36화) | 청계천에 악취가 퍼지고 있다는 뉴스를 접한 윤새아는 과거에 악취문제를 해결한던 부모님을 떠올린다. 부모님의 노트를 발견하고 사건에 대해 더 알게 된 윤새아는 청계천 악취 문제에 깊이 들어가고자 한다. |